# Haja läget!
Haja läget! (engelska: Shark Bait, alternativt The Reef) är en sydkoreansk-amerikansk animerad äventyrsfilm om den orangea läppfisken Pi, som släpptes för första gången i Sydkorea den 7 juli 2006. Filmen gavs ut på DVD i Sverige med svenskt tal den 5 december 2007.

## Handling
Filmens handling kretsar kring den orangea läppfisken Pi (smeknamn för Pisces), som efter att ha förlorat sina föräldrar i ett stort fisknät, lämnar sitt trygga hem, och beger sig till sin tant Pearl. Där träffar Pi den vackra fiskflickan Cordelia, och blir kär i henne. Men då dyker den elaka tigerhajen Troy upp, som också är kär i Cordelia, och försöker förstöra för dem. Men det stoppar inte Pi från att vara med sin älskade Cordelia, utan han tänker göra allt han kan för hindra Troys djävulska planer.

## Rollista (i urval)
| Rollfigur          | Engelsk originalröst                            | Svensk originalröst                          |
| ------------------ | ----------------------------------------------- | -------------------------------------------- |
| Pi (Pisces)        | Freddie Prinze Jr. (vuxen) Jimmy Bennett (barn) | Joakim Bergström (vuxen) Daniel Melén (barn) |
| Cordelia           | Evan Rachel Wood                                | Hilda Eidhagen                               |
| Nerissa            | Rob Schneider                                   | Hans Wahlgren                                |
| Bart               | Rob Schneider                                   | Andreas Nilsson                              |
| Eddie              | Rob Schneider                                   | Joakim Jennefors                             |
| Troy               | Donal Logue                                     | Niclas Wahlgren                              |
| Dylan              | Andy Dick                                       | Göran Gillinger                              |
| Tant Pearl         | Fran Drescher                                   | Charlotte Ardai Jennefors                    |
| Thornton           | John Rhys-Davies                                | Torsten Wahlund                              |
| Jack               | R. Lee Ermey                                    | Bengt Järnblad                               |
| Moe                | Richard Epcar                                   | Göran Berlander                              |
| Manny              | Mel Rodriguez                                   | Ole Ornered                                  |
| Max                | David Fickas                                    | Kim Sulocki                                  |
| Percy              | Trent Ford (vuxen) Dylan Cash (barn)            | Kim Sulocki (vuxen) Ludvig Dietmann (barn)   |
| Meg (Percys mamma) | Megahn Perry                                    | Cathrine Hansson                             |
| Buddy              | Lena Gleen                                      | Ola Forssmed                                 |